# Đòn bẩy (tài chính)
Trong tài chính, đòn bẩy hay đòn bẩy nợ (tiếng anh là leverage  trong Anh-Mỹ hay gearing trong Anh-Anh và Anh-Úc) là bất kỳ kỹ thuật nào liên quan đến việc sử dụng nợ (tiền đi vay) thay vì vốn chủ sở hữu để mua tài sản, với kỳ vọng rằng lợi nhuận sau thuế cho chủ sở hữu vốn từ giao dịch sẽ vượt quá chi phí đi vay, thường là một số bội số ⁠— do đó nguồn gốc của từ này từ tác dụng của một đòn bẩy trong vật lý, một cỗ máy đơn giản khuếch đại việc áp dụng một lực đầu vào tương đối nhỏ thành một lực đầu ra tương ứng lớn hơn. Thông thường, người cho vay sẽ đặt ra giới hạn về mức độ rủi ro mà họ chuẩn bị chấp nhận và sẽ đặt ra giới hạn về mức đòn bẩy cho phép và sẽ yêu cầu tài sản mua được phải được cung cấp làm tài sản đảm bảo cho khoản vay. Tận dụng lợi nhuận được nhân lên. Mặt khác, các khoản lỗ cũng tăng lên gấp bội, và có rủi ro là việc sử dụng đòn bẩy sẽ dẫn đến thua lỗ nếu chi phí tài chính vượt quá thu nhập từ tài sản hoặc giá trị của tài sản giảm xuống.